# Till von Egidy

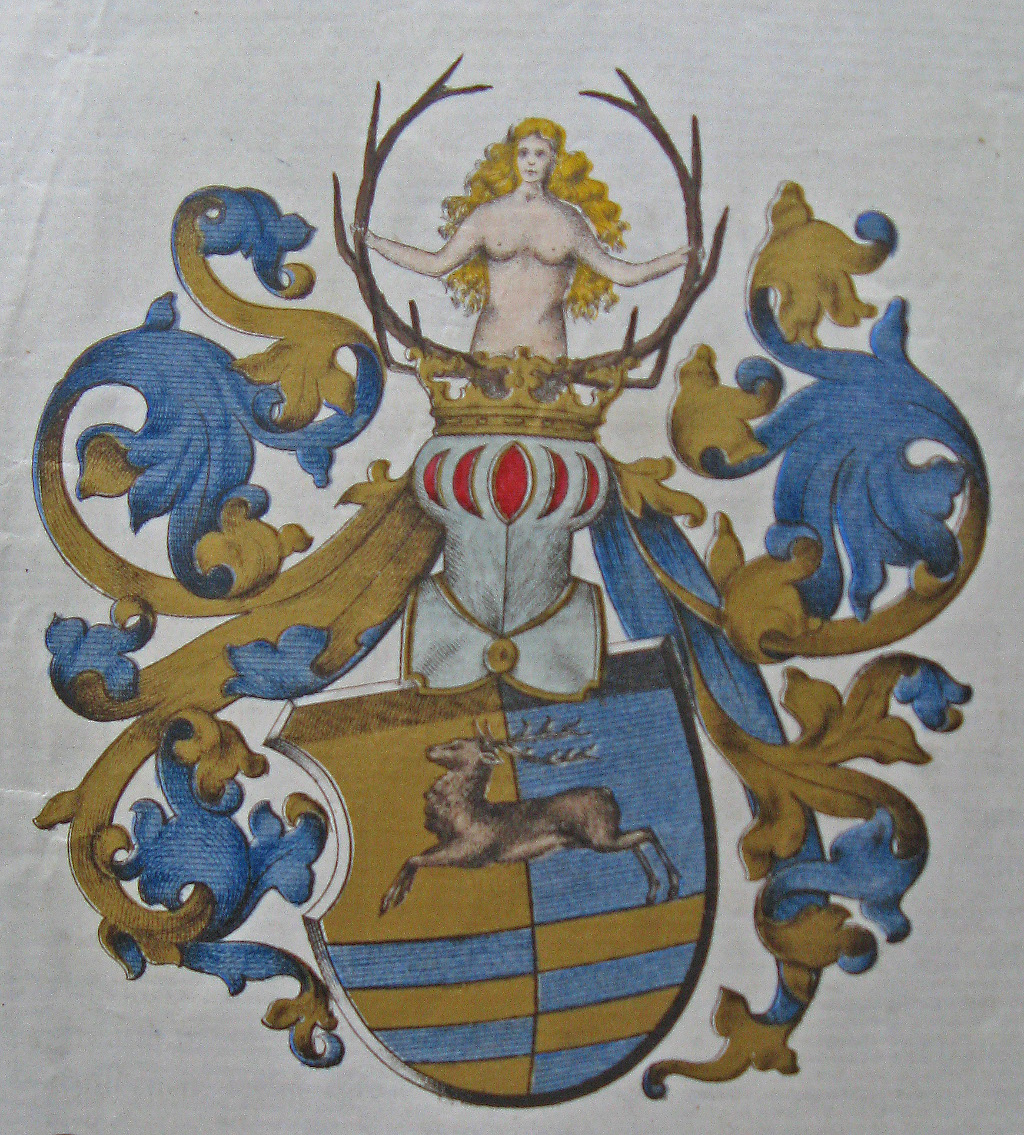
Wappen der Familie von Egidy

Christoph Till von Egidy (* 23. Dezember 1933 in München) ist ein deutscher Wissenschaftler, Kernphysiker und Atomphysiker. Er wirkte vor allem als Professor für Experimentalphysik und ist seit 1999 pensionierter Professor für Physik der Technischen Universität München. Er war hauptsächlich tätig auf dem Gebiet der Kernspektroskopie und der Exotischen Atome.

## Familie
Christoph Till von Egidy entstammt dem Adelsgeschlecht Egidy, die der innerfamiliären Überlieferung nach aus den Spanischen Niederlanden zuerst nach Preußen auswanderte und seit dem späten 17. Jahrhundert im Kurfürstentum Sachsen ansässig wurde. Die Bestätigung des Reichsadelsstandes erfolgte 1687 durch Kaiser Leopold I. an den kursächsischen Hofküchenmeister Samuel Egidy.
Till von Egidy ist der jüngere von zwei Söhnen des Juristen und Amtsgerichtsrates Holm von Egidy (1894–1947) und dessen Ehefrau Elsbeth Emma Luise von Egidy, geborene Kübel (1905–2005). Till von Egidy ist evangelisch und heiratete 1965 die Volkshochschuldozentin Maria Margarethe von Koppenfels (* 1943). Das Ehepaar hat drei Söhne: Holm, Hans und Max von Egidy.

## Leben und Wirken
Till von Egidy verbrachte seine Kinder- und Jugendjahre in Dresden, wo sein Vater als Jurist im sächsischen Staatsdienst arbeitete. Dort begann er seine höhere Schulbildung am Vitzthum-Gymnasium Dresden. Nach dem Erhalt der Nachricht vom Tod seines Vaters im Speziallager Nr. 1 Mühlberg verließ er mit seiner Mutter im Sommer 1949 – noch vor der Gründung der Deutschen Demokratischen Republik – die Sowjetische Besatzungszone und zog zu seiner Großmutter in seine Geburtsstadt München. 1952 legte er am Maximiliansgymnasium das Abitur ab.
Von Egidy absolvierte anschließend ein Studium der Physik an der Ludwig-Maximilians-Universität München, das er für einige Zeit auch an den Universitäten in Marburg und Göttingen fortsetzte. Anfang 1958 beendete er das Physikstudium an der Universität in München mit einer Diplomarbeit zum Thema Stoß von Stahlkugeln bei Walther Gerlach. Ab April 1958 war er Doktorand bei Heinz Maier-Leibnitz am Forschungsreaktor am späteren Hochschul- und Forschungszentrum Garching. Im Juli 1959 nahm er an einer Tagung der Physikalischen Gesellschaft der DDR in Leipzig teil, anschließend besuchte er das Zentralinstitut für Kernforschung der DDR in Rossendorf bei Dresden. 1961 wurde er mit der Dissertation Ein Betaspektrometer für Konversionselektronen aus (n, γ)‐Prozessen an der TU München zum Dr. rer. nat. promoviert. Im selben Jahr wurde er wissenschaftlicher Angestellter, zunächst als Assistent, an der TU München bei Heinz Maier-Leibnitz. 1962 bis 1963 war von Egidy Berater („expert“) der Internationalen Atomenergie-Organisation (IAEA) in Wien und als solcher zum Forschungsreaktor nach Seoul in Südkorea geschickt. Ab 1963 war er wissenschaftlicher Angestellter an der TU München und von 1967 bis 1968 Postdoktorand an der University of Rochester im US-Bundesstaat New York. Anschließend kehrte an die TU München zurück und habilitierte sich 1969 über Konversionselektronen nach Neutroneneinfang.
Im Jahr 1970 wurde von Egidy zum Wissenschaftlichen Rat an der Technischen Universität in München ernannt, wo er bis zum Ende seines Arbeitslebens als Beamter im Hochschuldienst tätig war. 1976 wurde er zum außerplanmäßigen Professor, zwei Jahre später 1978 zum außerordentlichen Professor an der TU München berufen. Zwischen 1980 und 1995 war von Egidy zweimal Prodekan der Fakultät für Physik der TU München und mehrere Jahre Geschäftsführer des Instituts für Kernphysik an der TU München. Schwerpunkt seiner wissenschaftlichen Arbeit war am Forschungsreaktor in Garching der Aufbau eines hochauflösenden Elektronenspektrometers. Er war Leiter der Arbeitsgruppe Hadronenstruktur und Fundamentale Symmetrien. Von Egidy betreute während seiner Lehrtätigkeit zahlreiche Diplomanden und 25 Doktoranden, von denen vier zum Professor ernannt wurden. Einer seiner Schüler war Walter Mampe.
Von 1972 bis 1973 arbeitete von Egidy als Wissenschaftler in der Großforschungseinrichtung der Europäischen Organisation für Kernforschung (CERN) in der Nähe von Genf. Von 1976 bis 1979 war er Senior Scientist am Institut Laue-Langevin in Grenoble. Im Januar 1976 nahm von Egidy an der wissenschaftlichen Konferenz zu Fragen der Kernspektroskopie in Baku in der damaligen Sowjetunion sowie im März 1978 an der 28. Konferenz über Kernspektrosopie und Struktur der Atomkerne in Alma Ata. 1989 war von Egidy Gastprofessor am nationalen Forschungszentrum für Teilchenphysik an der Tri University Meson Facility (TRIUMF) in Kanada. 1993 war er Gastprofessor (Professeur invité) an der Universität Joseph Fourier Grenoble I.
Nach seiner Pensionierung 1999 blieb von Egidy noch bis 2009 wissenschaftlich aktiv, u. a. am Tandembeschleuniger in Garching und bis 2002 am Forschungsreaktor in Řež bei Prag. 2010 beteiligte er sich an einem Workshop am Helmholtz-Zentrum Dresden-Rossendorf (HZDR). Er war Mitglied mehrerer wissenschaftlicher Gremien, u. a. im Gutachterausschuss Mittelenergiephysik des Bundesministeriums für Forschung und Technologie (BMFT) in Bonn sowie im Wissenschaftlichen Rat (Scientific Council) am Institut Laue-Langevin. 1997 wurde er als korrespondierendes Mitglied an die Lettische Akademie der Wissenschaften in Riga berufen. Von Egidy schrieb über 420 Veröffentlichungen auf dem Gebiet der Physik. Laut Datenbank Scopus hat von Egidy einen h-Index von 41 (Stand Dezember 2023).
In seiner Freizeit beschäftigt sich von Egidy seit den 1950er Jahren mit der Ahnenforschung zu seiner Familie. 1956 stellte er eine Ahnenliste mit etwa 1800 Vorfahren seines Vaters zusammen, die als Nr. 7948 der Deutschen Ahnenstammkartei des Deutschen Volkes, die 1967 bei der Deutschen Zentralstelle für Genealogie in Leipzig geführt wird, archiviert wurde. Nachdem von Egidy 2009 seine wissenschaftlichen Arbeiten stark reduziert hatte, nahm er die Ahnenforschungen wieder auf und veröffentlichte dazu zwei Bücher, das erste davon im Eigenverlag, später noch eine weitere Ergänzung. Dazu trat er auch mit einem Gastvortrag beim 14. Dresdner Geschichtsmarkt 2018 auf. Er engagierte sich bis 2023 als Vorstandsmitglied im Verein für Stadtteilkultur im Münchner Nordosten e. V. „NordOstKultur München“.

## Veröffentlichungen (Auswahl)
- 1978: Nuclear levels in 152Eu / Zentralstelle für Atomkernenergie-Dokumentation, Mitwirkender.
- 1978: Fundamental physics with reactor neutrons and neutrinos : twenty six papers from a workshop on fundamental physics experiments with reactor neutrons and neutrinos held at the Institut Laue-Langevin, Grenoble, 10-11 October 1977. Mitwirkender.[9] ISBN 978-0-85498-133-5
- 1980: Nuclear Spectroscopy of Fission Products, Thirty Five Papers from a Workshop on the Nuclear Spectroscopy of Fission Products, held at the Institut Laue-Langevin, Grenoble, 21-23 May 1979, Mitwirkender.[10]
- 1982: Neutron-Capture Gamma-Ray Spectroscopy and Related Topics. Proceedings of the 4. International Symposium on Neutron-Capture Gamma-Ray Spectroscopy and Related Topics Organized by Institut Laue-Langevin and Held at the Institute Des Sciences Nucleaires, Grenoble, France, gemeinsam mit Friedrich Gönnenwein and Bernd Meier.[11]
- 1988: Nuclear level densities and level spacing distributions: Part II, Mitwirkender.
- 1997: International Workshop on Research with Fission Fragments : Benediktbeuern, Germany, 28–30 October 1996, Mitwirkender.
- 2005: Systematics of nuclear level density parameters, Mitwirkender.
- 2009: Experimental energy-dependent nuclear spin distributions, Mitwirkender.[12]
- 2011: Unsere Vorfahren, Ahnenliste für die Brüder Holm, Hans und Max von Egidy, mit 46 Bildern und 34 Kurzbiographien.[13]
- 2016: Die Vorfahren der Familien von Egidy und von Koppenfels, Ahnenliste für die Brüder Holm, Hans und Max von Egidy in: Studien zur Kultur und Geschichte – Band 2, Herausgeber: Lars-Arne Dannenberg und Matthias Donath, Verlag Zentrum für Kultur/Geschichte Niederjahna.[14]
- 2020: Vorfahren der Familien von Egidy und von Koppenfels – Ergänzungen, Verlag Zentrum für Kultur/Geschichte Niederjahna.[15]